# 加冕鹹派
加冕鹹派（英語：Coronation quiche）是英國國王查爾斯三世和卡蜜拉王后所選擇作為2023年5月加冕禮的招牌菜。
英國王室的官方網站將這款鹹派描述為「外皮酥脆、輕盈，內含菠菜、蠶豆和新鮮龍蒿香料的濃郁鹹派」，並稱它為可以冷熱食用。它的設計目的是在加冕禮期間的公共午餐上享用。
這道菜是由皇家廚師馬克·弗拉納根所設計。之所以選擇這道菜，是因為它用途廣泛，冷熱皆宜，製作簡單，成本低廉，而且可以輕鬆適應各種飲食要求。

## 食譜

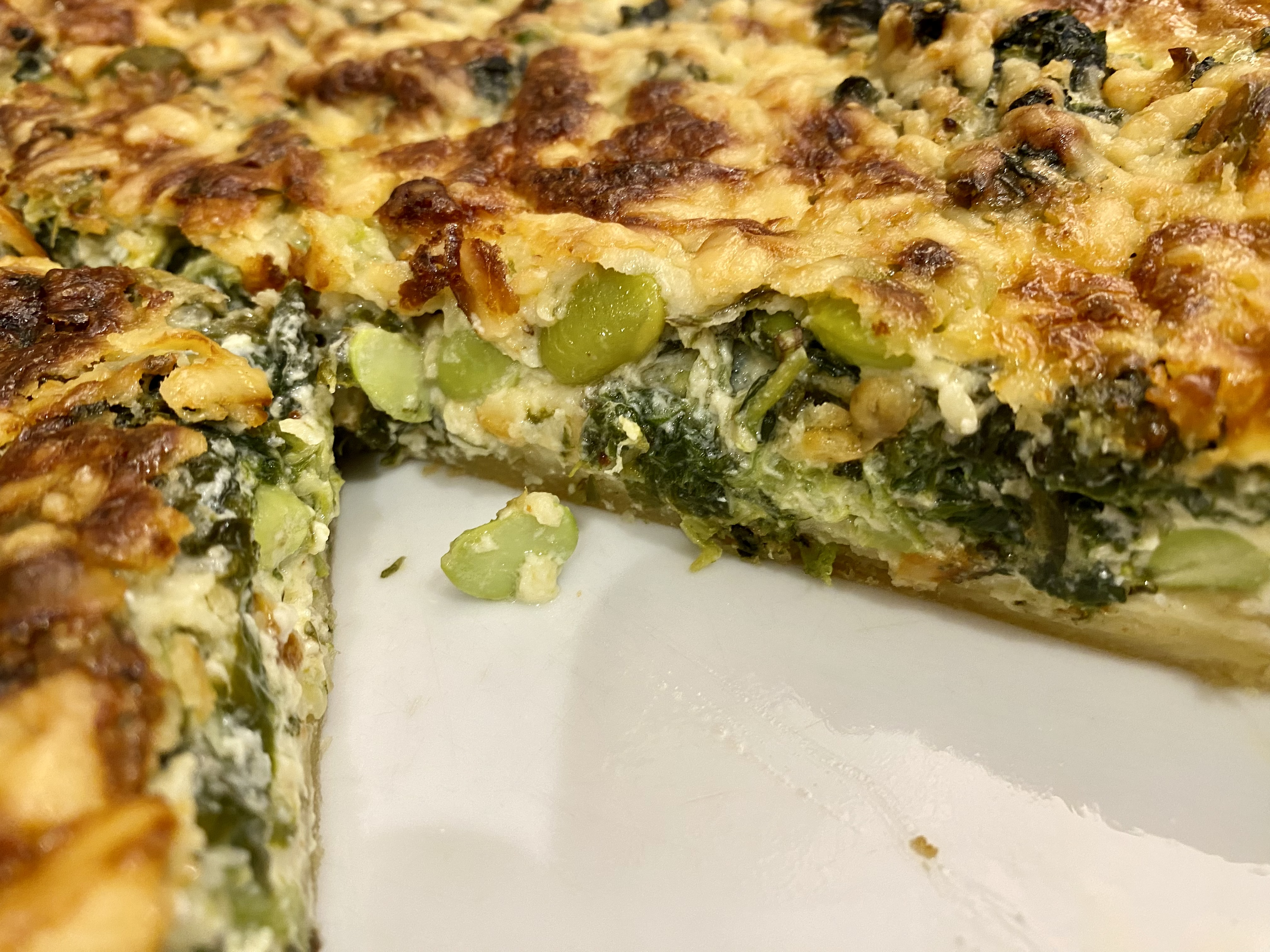
加冕鹹派的餡料

此食譜可供六人食用。麵餅由麵粉、鹽、奶油、豬油和牛奶組成；餡料還包括牛奶、雙倍奶油、雞蛋、龍蒿、鹽、胡椒、切達起司、菠菜和蠶豆或大豆。
查爾斯三世曾表示喜歡蛋料理，尤其是炒蛋。

## 評價
總體來說，評論者認為鹹派「出乎意料地美味」，一些品嚐者打出了9/10分的平均分數。不過，保守黨議員雅各·里斯-莫格稱這道菜「令人作嘔」。此外，蠶豆在四月（查爾斯加冕的前一個月）是反季節的，糕點需要豬油（因此不適合素食主義者、純素主義者、猶太人或穆斯林），雞蛋在2023年因禽流感而受到限制。在2020年代生活費危機期間，購買原料可能要花費14英鎊。儘管如此，在加冕典禮之前，超市裡的鹹派和派對食品還是大幅增加，2.45英鎊的鹹派也有販售。

### 加冕蛋塔
雖然白金漢宮將這道菜命名為鹹派，但洛林鹹派兄弟會（Confrérie de la Quiche Lorraine）的法國大團長埃維萊娜·穆勒-德爾沃（Évelyne Muller-Dervaux）卻說：「我想我會稱它為鹹蛋塔。」。兄弟會成員洛朗·米爾特根-德林尚（Laurent Miltgen-Delinchamp）說：「我認為如果他們把它稱做蛋塔，無論如何都能更好地體現英國精神。」《每日電訊報》報道稱，這種鹹派應該被稱為果餡餅。

## 外部連結
- The Royal Family – The Coronation Quiche （页面存档备份，存于）